# オ・パラモ

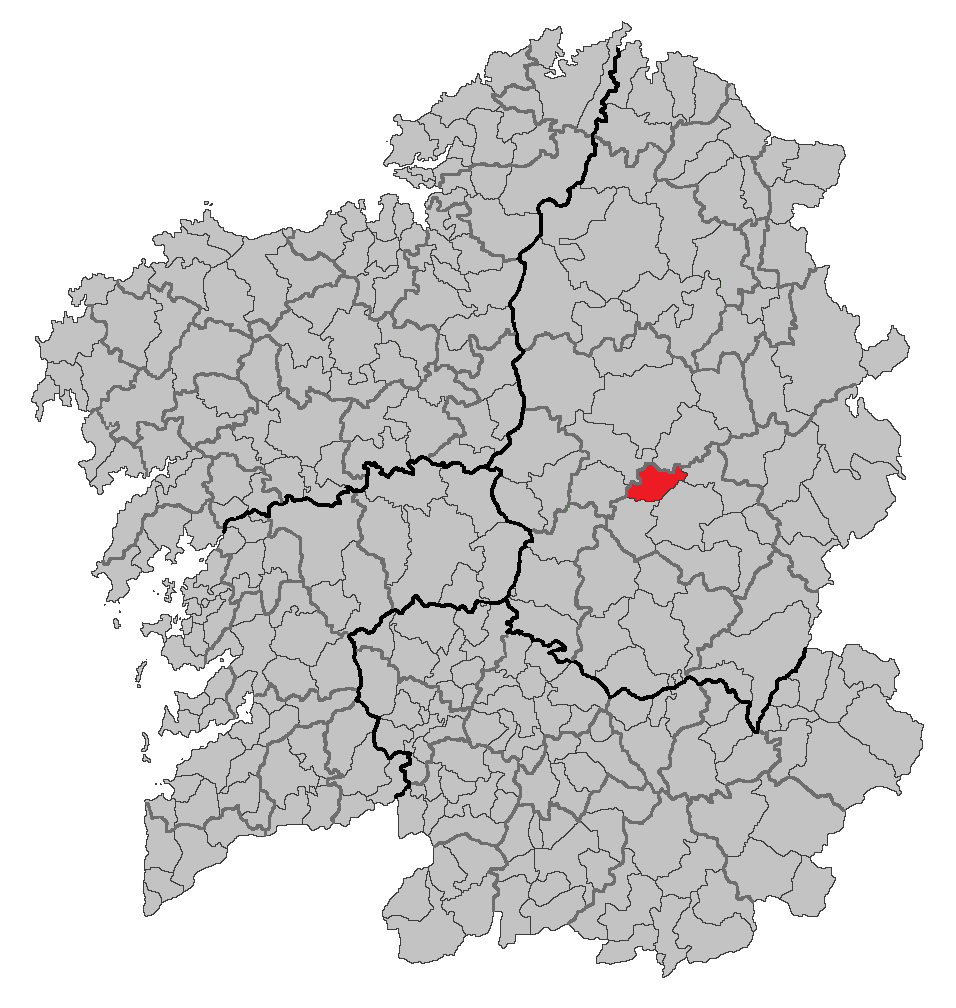

オ・パラモ（O Páramo）は、スペイン、ガリシア州、ルーゴ県の自治体、コマルカ・デ・サリアに属す。ガリシア統計局によれば、2010年の人口は1,632人（2009年：1,686、2006年:1,823人、2005年:1,858人、2004年:1,887人、2003年:1,873人）。カスティーリャ語表記は定冠詞のないPáramo。
ガリシア語話者の自治体住民に占める割合は98.54％（2001年）。

## 地理
オ・パラモはルーゴ県の南部に位置し、コマルカ・デ・サリアに属する。北から西がグンティンと、北がオ・コルゴと、東がランカラ、サリアと、南がパラデーラと、西がポルトマリンの各自治体と隣接、自治体の中心地区はア・トーレ教区のトレボージェ地区にある。

### 人口
| オ・パラモの人口推移 1900－2010                         |
|                                                         |
| 出典:INE（スペイン国立統計局）1900年 - 1991年、1996年 - |

## 政治
自治体首長はガリシア国民党（PPdeG）のグメルシンド・アントーニオ・ロドリゲス・リス（Gumersindo Antonio Rodríguez Liz）、自治体評議員は、ガリシア国民党：5、ガリシア社会党（PSdeG-PSOE）：2、TEGA（Terra Galega、ガリシアの大地）：1、ガリシア民族主義ブロック（BNG）：1となっている（2007年の自治体選挙の結果、得票順）。

## 教区
オ・パラモは18の教区に分けられる。太字は自治体中心地区のある教区。
- アダイ（スペイン語版）（サンタ・マリーニャ）
- フリオルフェ（サン・ショアン）
- ゴンドラメ（サンタ・マリーア）
- グラジャス（サント・エステーボ）
- モスカン（サンタ・マリーア・マダネーラ）
- ネイラ（サンタ・マリーア・マダネーラ）
- ピニェイロ（サン・サルバドール）
- レアスコス（サンタ・マリーア）
- リバス・デ・ミーニョ（サンティアーゴ）
- ア・リベイラ（サン・マメーデ）
- サ（サンティアーゴ）
- サン・ビセンテ・デ・ゴンドラメ（サン・ビセンテ）
- サント・アンドレ・ダ・リベイラ（サン・ペドロ）
- ア・トーレ（サン・マルティーニョ）
- ビラフィス（サンタ・マリーア）
- ビラルモステイロ（サンタ・エウフェミア）
- ビラサンテ（サンタ・クルス）
- ビレイリス（サン・サルバドール）